# Sophronica crampeli
Sophronica crampeli là một loài bọ cánh cứng trong họ Cerambycidae.